# ディペンドラ・ラジュ・バンデ
ディペンドラ・ラジュ・パンデは、ネパールの官僚、人権活動家、政治家。民主化運動・ジャナ・アンドランで活躍。バッタライ内閣に、財務大臣として入閣。
財務官僚としてトップまで上り詰めながら、ネパールの抱える矛盾を批判し、人権活動家になる。ジャナ・アンドランで発砲事件が続発すると、1990年2月24日、マリチ・マン・シンハ・シュレシュタ首相に、15人の知識人とともに、デモ隊に対する発砲に対する抗議と民主化を直訴した。
さらに、トリブバン大学医学部教授マトゥラ・プラサード・シュレシュタらと知識人による民主化連帯組織、職業人連帯グループを組織し、代表となる。このグループは著名人による民主化の講演会を開催、警察に踏み込まれて全員が逮捕された。多くは釈放されたが、パンデら幹部はジャナ・アンドランの勝利が近くなるまで、刑務所に入れられた。
運動が激化し、収拾が付かなくなると首相のシュレシュタは解任され、代わってロケンドラ・バハドゥル・チャンダが首相となる。チャンドはあらゆる伝手をたどって政党指導者と会おうとした。パンデはその仲介役として刑務所から首相官邸に呼ばれ、ネパール会議派最高指導者、ガネーシュ・マン・シンハとの仲介を依頼された。パンデにはシンハがチャンダの条件で首相に会うとは思えなかったので、その意向を伝えるだけという条件でシハンに会いに行った。案の定、シンハには首相はおろか、国王にも会う意向はなかった。
チャンド首相が辞任し、ジャナ・アンドランが完全な勝利を収めると、ネパール会議派のクリシュナ・プラサード・バッタライが国王から首相に任命された。パンデは財務大臣に入閣した。